# Чжан Цинли
Чжан Цинли (род. в январе 1951 года, уезд Дунпин, пров. Шаньдун) — китайский политик, с 2018 года 1-й зампред ВК НПКСК, в 2013-2018 гг. зампред и ответсекретарь. В 2011—2013 годах глава парткома провинции Хэбэй. В 2005—2011 годах глава парткома Тибетского автономного района.
Член КПК с февраля 1973 года, член ЦК КПК 16—18 созывов. Депутат ВСНП 10 созыва.

## Биография
По национальности ханец. Трудовую деятельность начал на заводе в январе 1971 года.
С 1998 года был переведён на работу в провинцию Ганьсу.
В 1998—1999 годах член посткома парткома пров. Ганьсу, в 1998—1999 годах зав. отделом пропаганды парткома, в 1999 году глава Ланьчжоуского горкома КПК и председатель городского ПК СНП.
В 1999—2005 годах командующий и заместитель секретаря парткома Синьцзянского производственно-строительного корпуса. В 1999—2002 годах член посткома парткома Синьцзяна. В 2002—2005 годах генеральный директор китайской корпорации «Синьцзян». В 2004—2005 годах заместитель глав парткома и регионального правительства Синьцзяна.
В 1999—2001 годах в Университете Шихэцзы получил последипломное повышение квалификации по менеджменту экономики сельского хозяйства.
В 2005—2011 годах глава парткома Тибетского автономного района.
В 2011—2013 годах глава парткома провинции Хэбэй (Северный Китай).
В 2013-2018 гг. зампред и ответсекретарь ВК НПКСК 12 созыва.
Член постоянного комитета президиума 20-го съезда КПК.